# Tate Donovan
Tate Buckley Donovan (Tenafly, Nueva Jersey; 25 de septiembre de 1963) es un actor estadounidense.

## Biografía
Proveniente de una familia de origen irlandesa, es el hijo más joven de seis hermanos.
Ha aparecido en la televisión desde que era un adolescente. Fue a la University of Southern California en Los Ángeles, donde conoció a muchos amigos actores, como George Clooney. 
También fue cantante, con un grupo llamado The Decadents, y sacaron un álbum, el cual fue titulado "Wake Amusements". Es conocido por haber interpretado a Jimmy Cooper en la serie The OC durante las primeras tres temporadas de ésta (2003-2006). Además es reconocido como Brian Sanders, el esposo de Ellen Sanders (Toni Collette), en la serie de drama estadounidense Hostages.

## Filmografía

### Cine
- 2023 - Los que se quedan[1][2]
- 2023 - Ghosted[3]
- 2019 - Rocketman
- 2015 - About Ray
- 2012 - Argo
- 2010 - Bajo la influencia
- 2007  
  - Nancy Drew
  - Dean Cassady
- 2005
  - The Pacifier
  - Buenas noches, y buena suerte
  - Un canguro superduro
- 2003 - Exposed
- 2002 - West of Here
- 2001
  - Get Well Soon
  - Swordfish (película)
  - House of Mouse
- 2000
  - Jesus & Hutch
  - Office Party, The
  - G-Men from Hell
  - Drop Back Ten
- 1999
  - 4 a.m.: Open All Night
  - Hercules: Zero to Hero (voz)
  - Thin Pink Line, The
  - Waiting for Woody
  - Octubre 22
  - Tempting Fate
- 1997
  -  Hércules
  - Mi única emoción
  - Murder at 1600: asesinato en la casa blanca
- 1996 - America's Dream
- 1995 - Partners
- 1994 - Matrimonio a la fuerza
- 1993 - Ethan Frome
- 1992
  - Poción de amor nº 9
  - Equinox
  - Inside Monkey Zetterland
- 1991 - Little Noises
- 1990 - Memphis Belle
- 1989 - Tiro mortal
- 1988
  - Escapada sin freno
  - Vietnam War Story II
  - Clean and Sober
- 1986 - S.O.S. equipo azul
- 1984 - Click, Click

### Televisión
- 2018
  - MacGyver (2016)
- 2016
  - The Man in the High Castle
- 2014
  - 24: Live Another Day
- 2013
  - Deception
  - Hostages
- 2007
  - Damages
- 2005
  - Painkiller Jane
  - Silver Bells
- 2003
  - The OC
  - Mister Sterling
- 2001 - La leyenda de Tarzán
- 1999 - Trinity
- 1998
  - Hércules (voz)
  - Friends
- 1997
  - Ally McBeal
  - Homicidio
- 1994 - Historias de la cripta
- 1990 - Mi única razón
- 1987 - Nutcracker: Money, Madness & Murder
- 1986 - Case of Deadly Force, A
- 1985
  - North Beach and Rawhide
  - Into Thin Air
  - Not My Kid
  - Canción triste de Hill street
- 1984 - Enredos de familia

### Videojuegos
- 2005 - Kingdom Hearts II (voz)